# 老软件

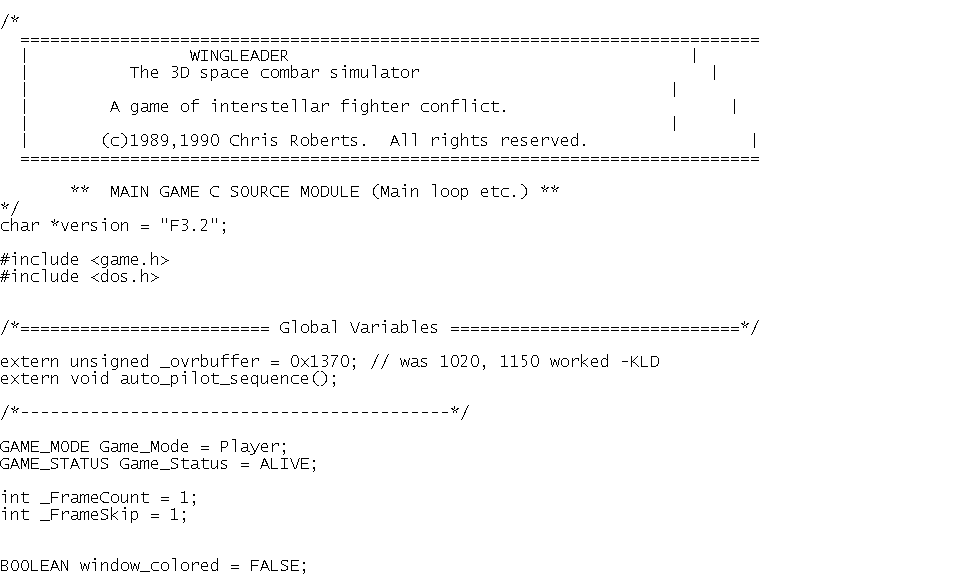
游戏《银河飞将》的源代码

老软件，或称孤兒軟體、已被废弃的软件（英語：Abandonware），是指已经被開發者或版權所有者忽略，因此不再進行销售或提供技术支持的计算机软件。老軟體通常還處在版權保護之下，然而其版權所有者可能早已不再積極追蹤違法使用行為或對此進行法律行動。老軟體有時也指其版权由于某些原因不明确的软件。这个概念被广泛使用在电子游戏领域，也被叫做“老游戏”、“经典游戏”、“骨灰遊戲”，来称谓90年代初DOS、PC-98游戏或是更早的游戏机软件。

## 历史
在个人电脑普及后，老游戏的交易就出现了，但这个现象的普及，是国际互联网出现之后。这种交易老游戏/软件的行为曾有过不同的名字，真正被认同的称谓“Abandonware”是Peter Ringering在1996年提出的。Ringering建立了自己的经典游戏网站，并联合其他类似网站在1997年建立了最初的Abandonware Ring。

## 版权
尽管目前在版权法上并不明确，尽管很多老游戏的开发公司已经不复存在，但是它们的授权多数都被其他公司获得。这也就给“是否还是盗版”的问题加大了难度。但对于那些还存在着的游戏公司来说（开发《失落的维京人》的暴雪公司、开发《侍魂》的SNK，现SNKP），复制这些不再销售的游戏软件仍是非法的。

## 档案
互联网档案馆创建了一个档案，来保护这些老软件。自2014年12月23日起，用户可以通过基于DOSBox的模拟器，以“研究和保存”的目的来玩几千多个老式的游戏DOS和PC游戏。

## 中文老游戏
中文里经典游戏/老游戏的概念通常是泛指1985年至1993年期间PC上的DOS游戏。

### 运行
这些老游戏都是DOS时代的产品，就算是部分WINDOWS可以运行（PC-98游戏无法在Windows下运行），也会有很多不稳定因素让这些老游戏不能够被正常的使用，比如说现在过大内存导致的内存不足或是溢出，声卡、显卡不能够识别，音轨不能够识别，游戏速度过快（早期的Windows游戏亦是如此，但只要调整为兼容模式就能正常使用）。

### 386模拟器
使用386模擬器Dosbox可以幾乎完美地模擬老遊戲的運作環境。